# Euphroszüné
Euphroszüné (görögül: Εύφροσύνη) egyike volt a három kharisznak (vagy gráciának) a görög mitológiában. 
Zeusz és a tengeri nimfa Eurünomé lányai, de egyes források szerint Dionüszosz és Aphrodité, vagy Héliosz és a naiasz Aegle gyermekei.
Nevének jelentése „az Öröm” és ő a jókedv és a vidámság istennője. A másik két kharisz Aglaia „az Ékesség” és Thaleia „a Virágzó”.
Nővéreivel együtt Aphrodité kísérői és a múzsákkal és a nimfákkal vidám körtáncokat járnak Apollón zenéjére.

## A művészetben
- Botticelli Tavasz című festményén látható a három kharisz.
- Antonio Canova jól ismert szobra az Ermitázsban lévő A három grácia
- John Milton angol költő L'Allegro című versében több helyen is felidézi.

Ám jöjj, egek virága, színe,

égi neven: Euphrosyne
s a földön: szívtáró Öröm,
kit búgva édes gyönyörön
Vénusz szűlt (s még két Gráciát)

s repkényes Bacchus volt atyád.

## A tudományban
- A 31 Euphrosyne aszteroid az ő nevét viseli.
- Az  Euphrosinidae tengeri férgek családja róla van elnevezve.

## Fordítás
- Ez a szócikk részben vagy egészben  az   Euphrosyne (mythology) című angol Wikipédia-szócikk fordításán alapul.  Az eredeti cikk szerkesztőit annak laptörténete sorolja fel. Ez a jelzés csupán a megfogalmazás eredetét és a szerzői jogokat jelzi, nem szolgál a cikkben szereplő információk forrásmegjelöléseként.